# 米利奇縣

51°32′N 17°17′E / 51.533°N 17.283°E
米利奇縣（波蘭語：Powiat milicki），是波蘭的縣份，位於該國西南部，由下西里西亞省負責管轄，首府設於米利奇，面積715平方公里，2006年人口36,845，人口密度每平方公里52人。